# Cielo Fernández
Cielo Nicole Fernández Asenjo (Lambayeque, 8 de agosto de 2006) es una cantante peruana. Actualmente es una de las vocalistas de la delantera principal de la orquesta Corazón Serrano.

## Biografía
Nacida en Lambayeque, en el departamento homónimo de Perú el 8 de agosto de 2006, estudió en el Colegio 10106 Juan Manuel Iturregui. En 2023, representó a su institución en los Juegos Florales Escolares Nacionales, obteniendo el tercer lugar en la categoría Artes Musicales - Canto Solista - Categoría C.
A los 15 años, participó en el programa de imitación «Yo Soy» con la interpretación de Susan Ochoa, aunque no avanzó a la siguiente etapa del casting. En 2022, volvió al concurso con la imitación de Paloma San Basilio, mostrando cambios en su interpretación vocal.
También en 2022 fue parte la agrupación Mar & Luna y Orquesta de Lambayeque. Posteriormente, en mayo de 2024, se unió a la agrupación Son del Duke como cantante de cumbia, donde interpretó temas como «Mix Qué bonito / Ay amor» y «Mix Qué bello», los cuales alcanzaron una notable cantidad de reproducciones en YouTube. El 4 de febrero de 2025, anunció su salida de Son del Duke, expresando agradecimiento por su paso por la agrupación. Sin embargo, la orquesta emitió un comunicado en el que atribuyó su salida a un incumplimiento de contrato, lo que generó especulaciones sobre su posible ingreso a Corazón Serrano.
El 8 de febrero de 2025, durante el concierto por el 32.º aniversario de Corazón Serrano en el estadio San Marcos, fue presentada como nueva integrante de la orquesta e interpretó el tema «Mix poco yo».

## Discografía

### Canciones con Son del Duke
- Es amor
- Mix que bello
- Mix compárame
- Mix que bonito / ay amor (Son del Duke ft. Kate Candela)[14][15]

### Canciones con Corazón Serrano
- Mix poco yo[16]
- Te vas y no volverás[17]
- Bella (Corazón Serrano ft. Grupo Zúmbale Primo)[18][19]